# Разпереност
В авиацията разпереността на даден самолет е разстоянието между най-лявата и най-дясната точка на крилото му. В някои случаи думата „разпереност“ се използва и за крилете на птици или други животни (птеродактил, прилеп, насекоми и др.)